# The Mighty Boosh
The Mighty Boosh è una serie televisiva inglese comico - musicale prodotta dalla BBC.
The Mighty Boosh è stata creata da Noel Fielding e da Julian Barratt, che interpretano rispettivamente i personaggi di Vince Noir e Howard Moon.
Gli episodi spesso presentano elaborati numeri musicali di differenti genere ad esempio electro, heavy metal, funk, e rap. Julian Barratt scrive la musica e canta la sigla dello show, mentre Noel Fielding spesso canta le altre canzoni che i due propongono durante lo spettacolo.
Fielding progetta anche la scenografia dello show. La serie televisiva ha molte sequenze animate con pupazzi e effetti speciali.